# Nei gong
Nei gong è una parola cinese (內功) che in italiano significa interno (nei) lavoro (gong) ed indica un insieme di tecniche e metodi delle arti marziali cinesi che condizionano il corpo e la mente del praticante per prepararlo al combattimento. In particolare, si prefiggono di sviluppare i Tre Tesori, Jing, Qi e Shen fino a conseguire la forma fisica e lo stato di coscienza rilassato ma vigile necessari per mettere in grado l'atleta di applicare le tecniche apprese con la pratica delle forme e del tui shou.
Con il nei gong si lavora sul ciclo dell'alchimia interna: 
1. respirazione
2. trasformazione del Jing (nutrienti) in Qi (energia)
3. alimentazione del Shen (coscienza) mediante il Qi.

allenando specificatamente gli aspetti interni del corpo umano quali yi nian (intenzione), qi xi (respirazione), zhang fu (organi), xue mai (circolazione sanguigna) e jingluo (meridiani), allo scopo di potenziare il nei zhang (forza interna).
Perseguire lo sviluppo e la buona salute degli organi interni trova una interpretazione positiva anche nella cultura e nella scienza occidentali: 
1. una struttura corporea efficiente incrementa metabolismo e rendimento degli organi traducendosi in un miglioramento generalizzato del sistema neuro-muscolare;
2. uno stato rilassato ma vigile incrementa la capacità di riconoscere e reagire adeguatamente alle minacce, tenendo sempre sotto controllo i diversi aspetti energetici della personalità (livello fisico, emotivo e mentale) propri e dell'avversario

a tutto vantaggio delle capacità di combattimento dell'atleta.
Diversi sono gli esercizi per sviluppare ed aumentare il proprio nei gong. In generale sono tutti quelli che lavorano sul dan tian (per es. gli otto esercizi di Baduanjin) e la stessa pratica delle forme e del tui shou. Molte di queste tecniche sono rimaste a lungo segrete e tante sono sicuramente andate perdute perché in passato i maestri erano soliti insegnarle ai propri allievi prediletti e solo in punto di morte. 